# Élections constituantes de 1945 dans la Marne
Les élections constituantes françaises de 1945 se déroulent le 21 octobre.

## Mode de scrutin
Les députés sont élus selon le système de représentation proportionnelle suivant la règle de la plus forte moyenne dans le département, sans panachage ni vote préférentiel. Il y a 586 sièges à pourvoir.
Dans le département de la Marne, cinq députés sont à élire.

## Élus
Les cinq députés élus sont : 
| Identité         | Parti | Parti |
| ---------------- | ----- | ----- |
| Pierre Schneiter |       | MRP   |
| René Charpentier |       | MRP   |
| Marcel Prenant   |       | PCF   |
| Alcide Benoît    |       | PCF   |
| Lucien Draveny   |       | SFIO  |

## Résultats

### Résultats à l'échelle du département
| Parti          | Parti                                          | Tête de liste    | Résultats | Résultats | Sièges | Sièges |
| Parti          | Parti                                          | Tête de liste    | Voix      | %         |        |        |
| -------------- | ---------------------------------------------- | ---------------- | --------- | --------- | ------ | ------ |
|                | Mouvement républicain populaire                | Pierre Schneiter | 74 367    | 42,39     | 2      |        |
|                | Parti communiste français                      | Marcel Prenant   | 55 812    | 31,82     | 2      |        |
|                | Section française de l'Internationale ouvrière | Lucien Draveny   | 45 238    | 25,79     | 1      |        |
|                |                                                |                  |           |           |        |        |
| Inscrits       | Inscrits                                       | Inscrits         | 230 347   | 100,00    | 5      |        |
| Votants        | Votants                                        | Votants          | 180 270   | 78,26     |        |        |
| Blancs et nuls | Blancs et nuls                                 | Blancs et nuls   | 4 853     | 2,69      |        |        |
| Exprimés       | Exprimés                                       | Exprimés         | 175 417   | 97,31     |        |        |